# Отруєння джерела
 Отруєння джерела (англ. poisoning the well, нім. Brunnenvergiftung) — у риториці запобіжна логічна хиба, що полягає в негативному описі особи, що її представляють аудиторії, з наміром дискредитувати все, що може бути надалі цією особою сказано. «Отруєння джерела» є спеціальним випадком argumentum ad hominem.
Здійснюється шляхом негативного представлення опонента до того, як той вступить в дискусію.

## Приклади
- Запитаємо експерта, надіюсь цього разу його передбачення будуть успішнішими.[1]